# 西口茂树
西口茂树（日语：／ Nishiguchi Shigeki，1965年7月2日—），日本男子摔跤运动员。他曾代表日本参加世界摔跤锦标赛，获得一枚铜牌。他也曾参加1988年和1992年夏季奥林匹克运动会。